# Кірино (Марі-Турецький район)
Кі́рино (рос. Кирино, марій. Кирино) — присілок у складі Марі-Турецького району Марій Ел, Росія. Входить до складу Марійського сільського поселення.

## Населення
Населення — 5 осіб (2010; 13 у 2002).
Національний склад (станом на 2002 рік):
- росіяни — 92 %